# Kunstflyvning
Kunstflyvning er opvisningsflyvning og udføres som regel i mindre flyvemaskiner. Der fremstilles særligt manøvredygtige fly specielt til flyopvisninger, men også fly til andre formål viser hvad de kan præstere til flyopvisninger, bl.a. veteranfly og militære fly.
Af elementer (manøvrer) i kunstflyvning ses ofte:
- Rulning: Flyet drejer rundt om sin egen længdeakse. En variant af dette er et hesitation roll, hvor piloten ganske kortvarigt stopper drejebevægelsen ved typisk fire punkter i drejningen.
- Tønderulning: Som rulning, dog omkring en akse der er forskudt i forhold til flyets længdeakse, så flyet synes at "køre på indersiden" af en usynlig tønde.
- Loop: Flyet foretager en cirkel hvor pilotens hoved peger direkte ind mod cirklens centrum (indvendigt loop) eller direkte væk fra centeret (udvendigt loop).
- Immelmann: Flyet udfører først et halvt indvendigt loop, og så en halv rulning. Denne manøvre er opkaldt efter et tysk "flyver-es" fra første verdenskrig ved navn Max Immelmann, om end han ikke med sikkerhed kan siges at have opfundet den.
- Hammerhoved-vending: Flyet stiger lodret til vejrs, indtil det næsten har tabt al sin fart. Med en hurtig bevægelse med sideroret får piloten maskinen til at vende så hurtigt rundt, at den ene vingespids synes at "sidde fast" i et usynligt omdrejningspunkt i luften. Flyet kommer ud af denne manøvre med næsen lodret nedad og genvinder hurtigt sin flyvefart, hvorefter piloten retter op til vandret flyvning.
- Tætte passager mellem 2 og flere fly
- Krappe drej
- Formationsflyvning
- Røgfaner, ofte i flere farver og evt. figurer.
- Flyvning på hovedet.
- Lodret stigning.
- Stall-turn: Piloten bringer flyet ud i et stall, så det tilsyneladende hvirvler ukontrolleret rundt. Men piloten kommer ud af stall'et netop som flyet peger i den retning han/hun har valgt, og fortsætter så sin færd ad den nye kurs.

## Kendte opvisningsteams

### Militære
- England: Red Arrows
- USA: Thunderbirds (F-16), Blue Angels (F-18)
- Frankrig: Patrouille de France
- Italien: Frecce Tricolori
- Holland: Grasshoppers (Alouette)
- Sverige:Team 60
- Australien: Roulettes
- Canada: Snowbirds
- Rusland: Russian Knights
- Finland: Midnight Hawks